# Persone di nome Albert/Calciatori
| Questa pagina contiene informazioni ricavate automaticamente dalle voci biografiche con l'ausilio del template Bio e di un bot. L'aggiornamento è periodico e automatico e ricostruisce completamente la pagina. Se manca una persona in questa lista, sei pregato di non aggiungerla, ma accertati piuttosto che la sua voce biografica contenga il template Bio e che i dati anagrafici siano correttamente compilati. Se il template Bio manca, inseriscilo tu stesso o, in alternativa, metti l'avviso {{tmp\|Bio}} che ne segnala la mancanza. Se i dati riportati sono sbagliati, correggi direttamente la voce biografica; le modifiche saranno visibili in questa lista entro pochi giorni. Per chiarimenti vedi il progetto antroponimi. La lista contiene solo le 95 persone che sono citate nell'enciclopedia e per le quali è stato implementato correttamente il template Bio. Pagina aggiornata al 6 ago 2025. |

Questa è una lista di persone presenti nell'enciclopedia che hanno il nome Albert e sono calciatori.

## A(5)
- Albert Acevedo, ex calciatore cileno (Santiago del Cile, n. 1983)
- Albert Aguilà, ex calciatore spagnolo (Almacelles, n. 1970)
- Albert Alavedra, ex calciatore spagnolo (Castellbell i el Vilar, n. 1999)
- Albert Aldridge, calciatore inglese (Walsall, n. 1864 - Walsall, † 1891)
- Albert Allen, calciatore inglese (Birmingham, n. 1867 - Birmingham, † 1899)

## B(10)
- Albert Batteux, calciatore e allenatore di calcio francese (Reims, n. 1919 - Grenoble, † 2003)
- Albert Beasley, calciatore inglese (Stourbridge, n. 1913 - Taunton, † 1986)
- Albert Beier, calciatore tedesco (Amburgo, n. 1900 - Amburgo, † 1972)
- Albert Bell, calciatore inglese
- Albert Bell, calciatore samoano (n. 1992)
- Albert Beuchat, calciatore svizzero (n. 1890 - Berna, † 1970)
- Albert Bollmann, calciatore tedesco (n. 1889 - Langendreer, † 1959)
- Albert Brülls, calciatore e allenatore di calcio tedesco (Anrath, n. 1937 - Neuss, † 2004)
- Albert Bunjaku, ex calciatore kosovaro (Gjilan, n. 1983)
- Albert Büche, calciatore svizzero (n. 1911 - Basilea, † 1981)

## C(5)
- Albert Cadwell, calciatore inglese (Edmonton, n. 1900 - † 1944)
- Harry Colclough, calciatore e allenatore di calcio inglese (Wolstanton, n. 1888 - Stoke-on-Trent, † 1976)
- Albert Cole, ex calciatore sierraleonese (Freetown, n. 1981)
- Albert Courquin, calciatore francese (n. 1898 - † 1940)
- Albert Crusat, ex calciatore spagnolo (Barcellona, n. 1982)

## D(7)
- Albert Adomah, calciatore inglese (Londra, n. 1987)
- Albert De Cleyn, calciatore belga (n. 1917 - † 1990)
- Iustin Doicaru, calciatore rumeno (Mangalia, n. 2007)
- Albert Dorca, ex calciatore spagnolo (Olot, n. 1982)
- Albert Dubly, calciatore francese (Roubaix, n. 1881 - Lilla, † 1949)
- Albert Dubreucq, calciatore francese (Lilla, n. 1924 - Wasquehal, † 1995)
- Albert Duro, ex calciatore albanese (Elbasan, n. 1978)

## E(4)
- Albert Ebossé Bodjongo, calciatore camerunese (Douala, n. 1989 - Tizi Ouzou, † 2014)
- Albert Ejupi, calciatore svedese (n. 1992)
- Albert Eloy, calciatore francese (Carnin, n. 1892 - Anor, † 1947)
- Albert Eschenlohr, calciatore tedesco (Monaco di Baviera, n. 1898 - † 1938)

## F(1)
- Albert Finlay, ex calciatore nordirlandese (n. 1943)

## G(4)
- Albert Grønbæk, calciatore danese (Risskov, n. 2001)
- Albert Guðmundsson, calciatore e politico islandese (Reykjavík, n. 1923 - Reykjavik, † 1994)
- Albert Guinchard, calciatore svizzero (Ginevra, n. 1914 - Ginevra, † 1971)
- Albert Guðmundsson, calciatore islandese (Reykjavík, n. 1997)

## H(8)
- Albert Edward Hall, calciatore inglese (Stourbridge, n. 1882 - Stourbridge, † 1957)
- Al Harker, calciatore statunitense (Filadelfia, n. 1910 - Camp Hill, † 2006)
- Albert Heikenwälder, calciatore austriaco (Vienna, n. 1898 - Vienna, † 1953)
- Albert Henderickx, calciatore belga (n. 1900 - † 1965)
- Albert Henderson, calciatore canadese (Galt, n. 1881 - Los Angeles, † 1947)
- Albert Heremans, calciatore belga (Merchtem, n. 1906 - † 1997)
- Albert Hintermann, calciatore svizzero (n. 1896)
- Tommy Hopper, calciatore inglese (n. 1915 - † 1972)

## I(1)
- Albert Brynjar Ingason, calciatore islandese (n. 1986)

## J(4)
- Albert Jackson, calciatore inglese (Manchester, n. 1943 - Oldham, † 2014)
- Albert Jarrett, ex calciatore sierraleonese (Freetown, n. 1984)
- Albert Johnson, calciatore canadese (Galt, n. 1880 - Galt, † 1941)
- Albert Jourda, calciatore francese (Toulouges, n. 1893 - Parigi, † 1961)

## K(5)
- Albert Kaçi, ex calciatore albanese (Scutari, n. 1981)
- Albert Keck, calciatore tedesco (Saarbrücken, n. 1930 - † 1990)
- Albert Khachumyan, calciatore armeno (Erevan, n. 1999)
- Albert Kidd, ex calciatore scozzese (Dundee, n. 1961)
- Albert Krebs, ex calciatore tedesco orientale (Kirchgandern, n. 1951)

## L(4)
- Albert Baning, ex calciatore camerunese (Douala, n. 1985)
- Albert Labík, calciatore ceco (n. 2004)
- Ernest Linton, calciatore canadese (Scozia, n. 1880 - Galt, † 1957)
- Albert Luque, ex calciatore spagnolo (Barcellona, n. 1978)

## M(5)
- Albert Massard, calciatore lussemburghese (Lussemburgo, n. 1900 - Lussemburgo, † 1968)
- Albert Matzinger, calciatore svizzero (La Chaux-de-Fonds, n. 1904 - Le Landeron, † 1988)
- Albert Mercier, calciatore francese (Parigi, n. 1895 - Gonesse, † 1969)
- Albert Meyong, ex calciatore camerunese (Yaoundé, n. 1980)
- Albert Milambo, calciatore della Repubblica Democratica del Congo (Mbuji-Mayi, n. 1984)

## N(1)
- Albert Nightingale, calciatore inglese (Rotherham, n. 1923 - † 2006)

## O(1)
- Albert Olsson, calciatore svedese (Göteborg, n. 1896 - Göteborg, † 1977)

## P(5)
- Albert Parsys, calciatore francese (Tourcoing, n. 1890 - Tourcoing, † 1980)
- Albert Polge, calciatore francese (n. 1909 - † 1944)
- Albert Poli, calciatore italiano (Colzate, n. 1945 - Dinard, † 2008)
- Albert Posiadała, calciatore polacco (Siedlce, n. 2003)
- Albert Prosa, calciatore estone (Tartu, n. 1990)

## Q(1)
- Albert Quixall, calciatore inglese (Sheffield, n. 1933 - † 2020)

## R(7)
- Albert Rafetraniaina, ex calciatore malgascio (Ambohitrony, n. 1996)
- Albert Reyes, calciatore andorrano (Escaldes-Engordany, n. 1996)
- Albert Rodríguez, ex calciatore andorrano (n. 1986)
- Albert Rohrbacher, calciatore francese (Metz, n. 1910 - Metz, † 1976)
- Albert Rosas, calciatore andorrano (Andorra la Vella, n. 2002)
- Albert Rusnák, calciatore slovacco (Vyškov, n. 1994)
- Albert Rénier, calciatore francese (Le Havre, n. 1896 - Le Havre, † 1948)

## S(11)
- Albert Sarkisyan, ex calciatore armeno (Nal'čik, n. 1975)
- Albert Scanlon, calciatore inglese (Hulme, n. 1935 - Salford, † 2009)
- Albert Schaff, calciatore francese (Parigi, n. 1885 - † 1968)
- Albert Scothern, calciatore inglese (Lambley, n. 1882 - Redditch, † 1970)
- Albert Serrán, ex calciatore spagnolo (Barcellona, n. 1984)
- Albert Shepherd, calciatore inglese (Great Lever, n. 1885 - Bolton, † 1929)
- Albert Snouck Hurgronje, calciatore olandese (Prajekan, n. 1903 - L'Aia, † 1967)
- Albert Stahl, calciatore rumeno (Arad, n. 1999)
- Albert Streit, ex calciatore rumeno (Bucarest, n. 1980)
- Albert Ströck, calciatore ungherese (Oradea, n. 1903 - Budapest, † 1969)
- Albert Sukop, calciatore tedesco (n. 1912 - † 1993)

## T(1)
- Albert Thomassen, ex calciatore faroese (n. 1971)

## V(2)
- Albert Vallci, calciatore austriaco (Voitsberg, n. 1995)
- Albert Vanucci, calciatore francese (Ajaccio, n. 1947 - † 2025)

## W(3)
- Albert Weber, calciatore, allenatore di calcio e arbitro di calcio svizzero (Ginevra)
- Albert Weber, calciatore tedesco (Berlino, n. 1888 - † 1940)
- Albert Wohlwend, ex calciatore liechtensteinese (n. 1979)